# Viguiera pazensis
Viguiera pazensis là một loài thực vật có hoa trong họ Cúc. Loài này được Rusby miêu tả khoa học đầu tiên năm 1893.